# محمود نامجو
محمود نامجو (22 سبتمبر 1918 - 21 يناير 1989)، هو رافع أثقال إيراني. فاز بثلاث ميداليات ذهبية وفضية وبرونزية بين عامي 1949 و 1957، ليصبح أول رافع أثقال إيراني يفوز بلقب عالمي. كان نامجو أيضًا أول رافع أثقال آسيوي يسجل رقماً قياسياً عالمياً.